# Tedstone Wafer
Tedstone Wafer – wieś i civil parish w Anglii, w hrabstwie Herefordshire. W 2011 civil parish liczyła 112 mieszkańców.